# Mota Ulun (Stadtteil, Becora)
Mota Ulun ist ein Stadtteil der osttimoresischen Landeshauptstadt Dili im Suco Becora (Verwaltungsamt Cristo Rei, Gemeinde Dili).
Mota Ulun dehnt sich auf einer Meereshöhe von 84 m in der Aldeia Mota Ulun entlang des Westufers des Benamaucs, eines Quellflusses des Mota Clarans aus. Gegenüber befindet sich am Ostufer die Stadtteile Buburlau und Karomate, die zum Suco Camea gehören. Der Fluss führt nur in der Regenzeit Wasser.
In Mota Ulun befindet sich eine Grundschule.